# 黄金声
黄金声（1903年—？），男，浙江浦江人，中国纺织技术专家，曾任安徽第一纺织厂筹备处工程师、设计组组长，安徽省工业厅基建局工程师。